# Ali Larter

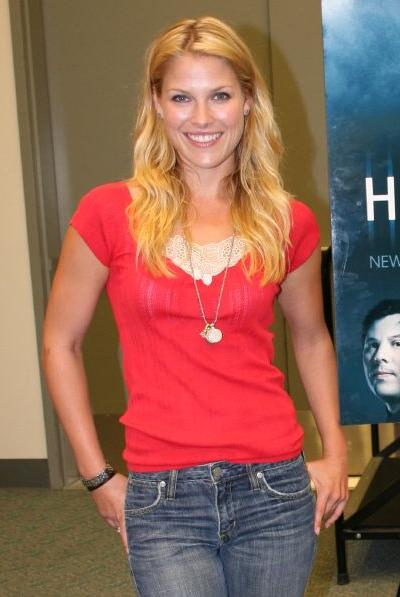
Ali Larter

Ali Larter (ur. 28 lutego 1976 w Cherry Hill) – amerykańska aktorka i modelka. Grała m.in. w filmach: Legalna blondynka, Oszukać przeznaczenie i Resident Evil: Zagłada.

## Biografia
W wieku trzynastu lat zaczęła karierę modelki w agencji modelek Ford i występowała na wybiegach całego świata. Kiedy miała siedemnaście lat, zamieszkała w Japonii. W roku 1995 wraz ze swoim chłopakiem przeprowadziła się do Los Angeles. W tym okresie zaczęła studia aktorskie.

## Wybrana filmografia

### Filmy
- 1999 Drive Me Crazy(inne języki) jako Dulcie
- 1999 Luz Blues jako Darcy Sears
- 1999 Dom na Przeklętym Wzgórzu jako Sara Wolfe
- 2000 Oszukać przeznaczenie jako Clear Rivers
- 2001 Bandyci jako Zerelda Zee Mimms
- 2001 Jay i Cichy Bob kontratakują jako Chrissy
- 2001 Legalna blondynka jako Brooke Taylor Windham
- 2003 Oszukać przeznaczenie 2 jako Clear Rivers
- 2004 Trzeci kierunek jako Isobel
- 2005 Confess jako Olivia Averill
- 2005 A Lot Like Love(inne języki) jako Gina
- 2006 Crazy jako Evelyn Garland
- 2007 Resident Evil: Zagłada jako Claire Redfield
- 2007 Marigold jako Marigold
- 2007 Homo Erectus(inne języki) jako Fardart
- 2009 Obsesja jako Lisa Sheridan
- 2010 Resident Evil: Afterlife jako Claire Redfield
- 2014 Lovesick jako Molly
- 2014 You're Not You jako Keely
- 2015 The Diabolical jako Madison
- 2016 Resident Evil: Ostatni rozdział jako Claire Redfield

### Seriale
- 1996 A teraz Susan jako Maddie (1 odcinek)
- 1997 Chicago Sons(inne języki) jako Angela (1 odcinek)
- 1998 Szpital Dobrej Nadziei jako Samantha (1 odcinek)
- 2006 Herosi jako Niki Sanders / Jessica Sanders / Tracy Strauss (główna obsada)
- 2014 Maski szpiega jako Crystal McGuire (główna obsada)